# Loc-Envel
Loc-Envel [lɔk ɛnvɛl] est une commune du département des Côtes-d'Armor, dans la région Bretagne, en France.
Le nom de la commune en breton est Lokenvel.

## Géographie

### Localisation
Loc-Envel est située entre la forêt de Coat-an-Noz et celle de Coat-an-Hay. En bas du bourg coule le Guic, qui sépare la commune de celle de Plounévez-Moëdec.
Loc-Envel est la commune la moins peuplée de la Bretagne avec seulement 68 habitants en 2020.

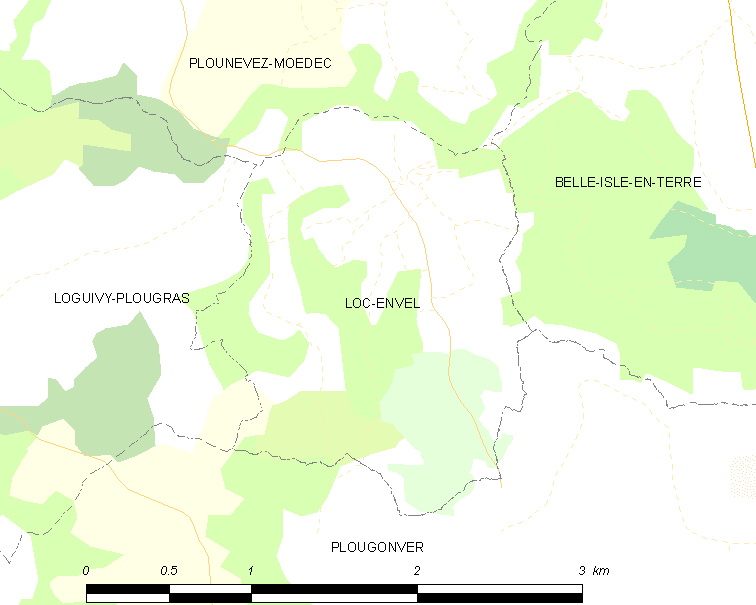
Carte de Loc-Envel et des communes avoisinantes.

|                  | Plounévez-Moëdec |                     |
| Loguivy-Plougras | Loc-Envel        | Belle-Isle-en-Terre |
|                  | Plougonver       |                     |

### Relief et hydrographie

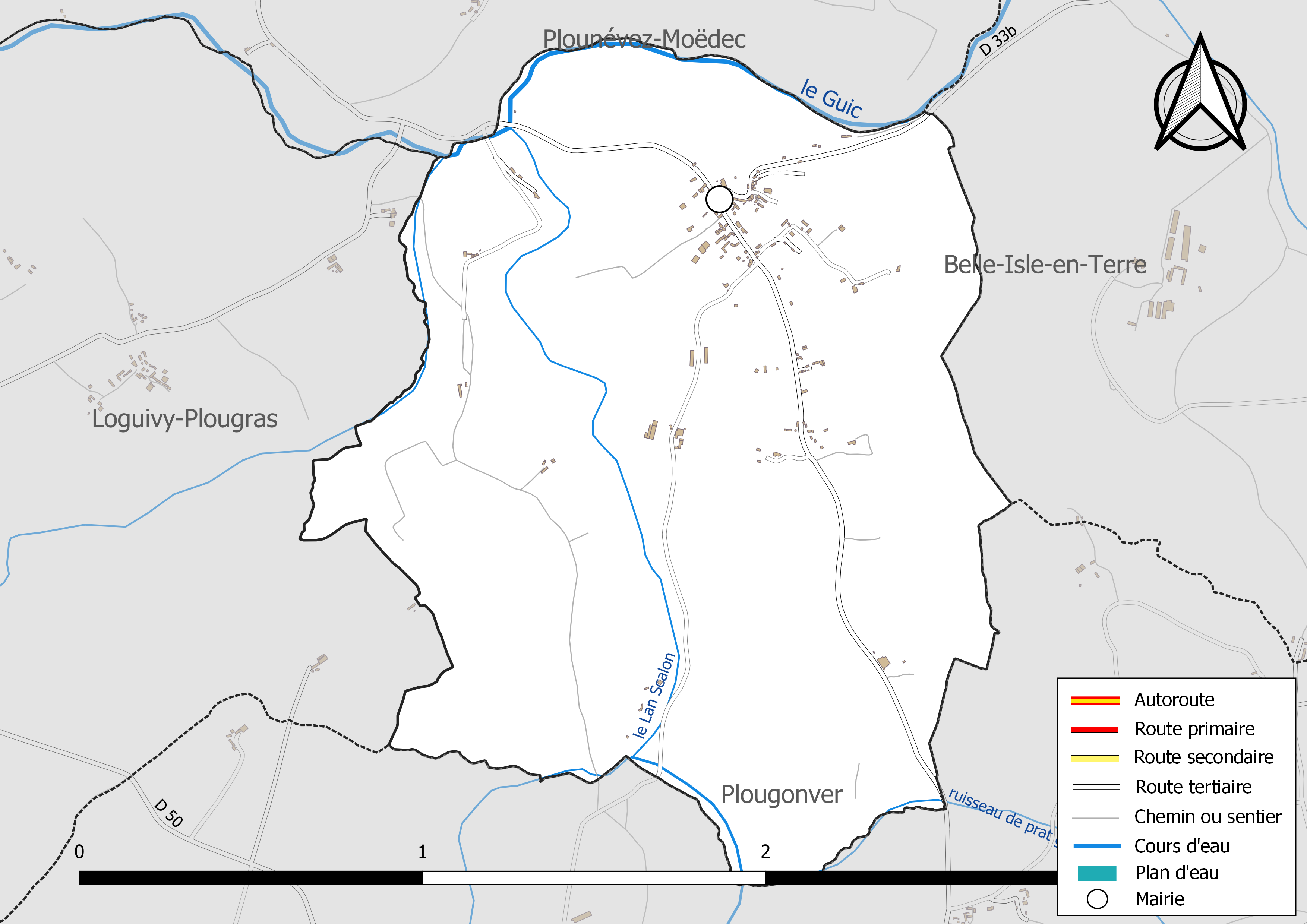
Le réseau hydrographique de Loc-Envel.

Le relief de Loc-Envel est accidenté ; le point le plus élevé du finage communal (240 mètres d'altitude) se trouve à sa limite sud-est avec Plougonver et le plus bas (102 mètres d'altitude) à sa limite nord-ouest avec Plounévez-Moëdec et Loguivy-Plougras, dans la vallée du Guic, au niveau de Moulin Bastien, soit un dénivelé de 138 mètres. Le bourg, situé dans un site en pente vers l'ouest, est vers 140 mètres d'altitude. 
Le réseau hydrographique est consttué principalement du Guic, affluent de rive gauche du Léguer, qui sert de limite nord à la commune et de deux de ses affluents : le ruisseau de Lan Scalon, qui traverse la partie ouest du territoire communal, et un autre, qui sert de limite occidetale à la commune.

### Géologie
Le gisement ferrifère de Belle-Isle-en-Terre s'étend du nord de Lohuec à l'ouest jusqu'à Gurunhuel à l'est en passant par Loc-Envel.

### Hydrographie
Pour un article plus général, voir Réseau hydrographique des Côtes-d'Armor.
La commune est située dans le bassin Loire-Bretagne. Elle est drainée par le Guic, le Goaz Col, le Lan Scalon et le ruisseau de Prat guermeur,,.
Le Guic, d'une longueur de 27 km, prend sa source dans la commune de Botsorhel et se jette  dans le Léguer à Belle-Isle-en-Terre, après avoir traversé huit communes. 

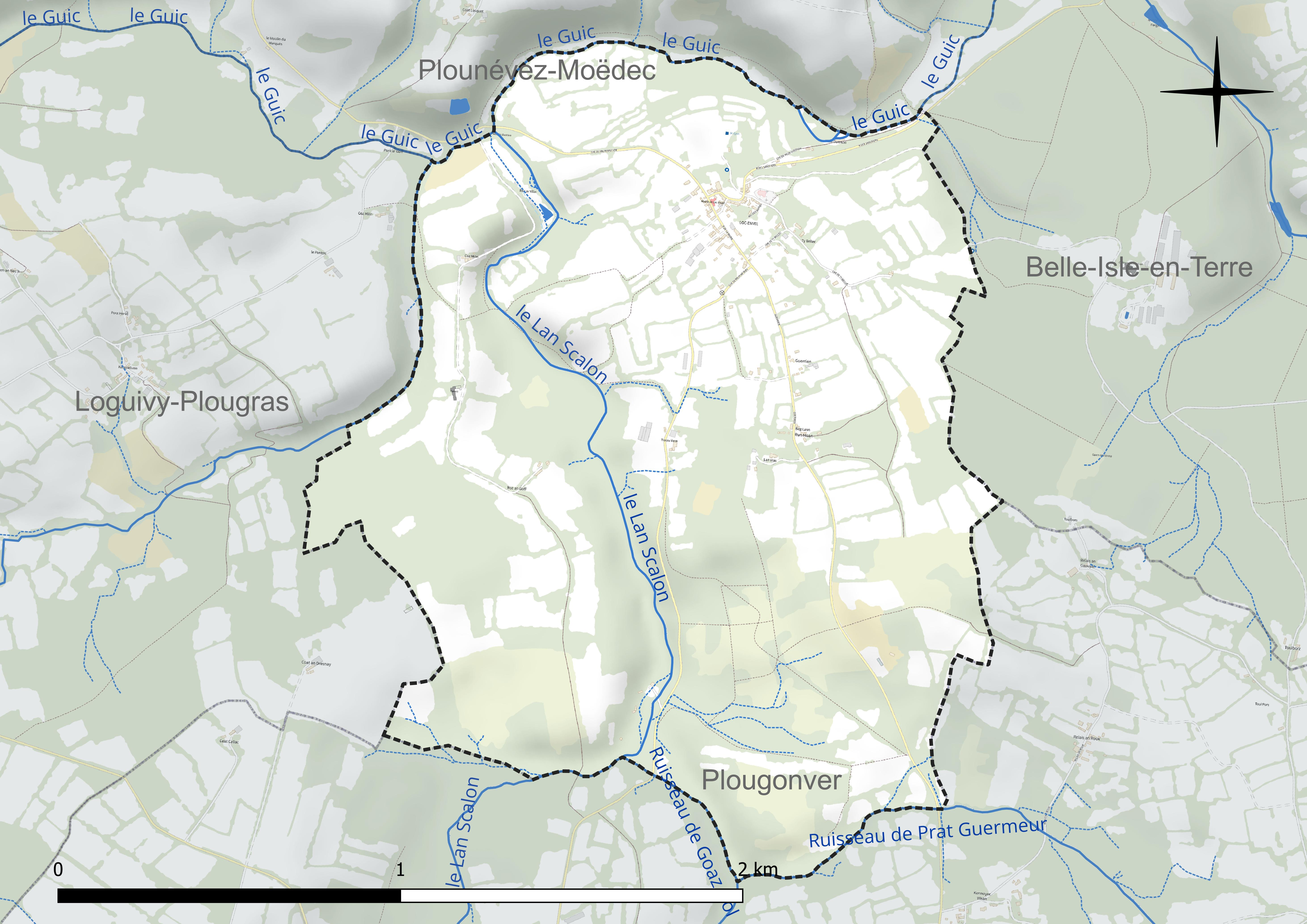
Réseau hydrographique de Loc-Envel.

### Climat
Pour des articles plus généraux, voir Climat de la Bretagne et Climat des Côtes-d'Armor.
En 2010, le climat de la commune est de type climat océanique franc, selon une étude du Centre national de la recherche scientifique s'appuyant sur une série de données couvrant la période 1971-2000. En 2020, Météo-France publie une typologie des climats de la France métropolitaine dans laquelle la commune est exposée à un climat océanique et est dans la région climatique Finistère nord, caractérisée par une pluviométrie élevée, des températures douces en hiver (6 °C), fraîches en été et des vents forts. Parallèlement l'observatoire de l'environnement en Bretagne publie en 2020 un zonage climatique de la région Bretagne, s'appuyant sur des données de Météo-France de 2009. La commune est, selon ce zonage, dans la zone « Intérieur », exposée à un climat médian, à dominante océanique.
Pour la période 1971-2000, la température annuelle moyenne est de 10,7 °C, avec  une amplitude thermique annuelle de 11 °C. Le cumul annuel moyen de précipitations est de 1 044 mm, avec 15,9 jours de précipitations en janvier et 8,3 jours en juillet. Pour la période 1991-2020, la température moyenne annuelle observée sur la station météorologique la plus proche, située sur la commune de Lannion à 24 km à vol d'oiseau, est de 11,6 °C et le cumul annuel moyen de précipitations est de 929,5 mm,. Pour l'avenir, les paramètres climatiques de la commune estimés pour 2050 selon différents scénarios d'émission de gaz à effet de serre sont consultables sur un site dédié publié par Météo-France en novembre 2022.

### Transports
La commune, isolée, n'est desservie que par des routes secondaires d'intérêt local.

### Paysages et habitat
« Locquenvel [Loc-Envel] est située sur une élévation et domine le paysage, qui est magique. C'est un des sites les plus curieux et les plus jolis que l'on puisse rencontrer. Devant soi la vallée du Guic et les hautes collines des anciennes landes, sur les côtés des bosquets et la belle forêt de Coat-an-Noz (...) . Derrière la vallée de Locquenvel on aperçoit Plougonver et La Chapelle-Neuve. Le paysage, avons-nous dit, est féérique et aussi curieux à visiter que toute la Bretagne (...) » écrit La Dépêche bretonne en 1894.
Louis Gallouédec décrit ainsi Loc-Envel en 1910 : « Cinq ou six maisons disposées sans ordre, aux murs en moellons de granit rejointés à la chaux, aux ouvertures relativement étroites et peu nombreuses ; une petite église entourée du cimetière. (...) La population vit dispersée dans la campagne.
La commune a de nos jours totalement conservé son caractère rural traditionnel et son paysage de bocage avec un habitat dispersé en hameaux ; le bourg est de faible importance. « La spécificité de Loc-Envel est qu'il reste un village authentique. Typiquement breton », explique Virginie Doyen, la maire. 

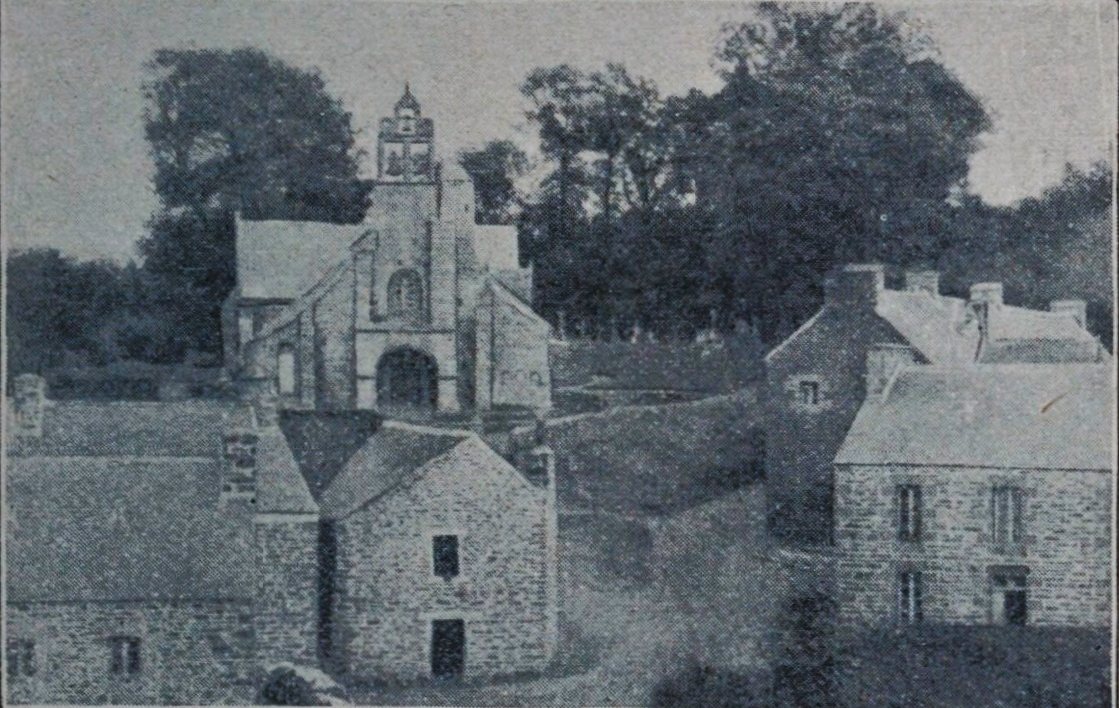
Le bourg de Locquenvel (Loc-Envel) en 1910 (photographie de Paul Gruyer).
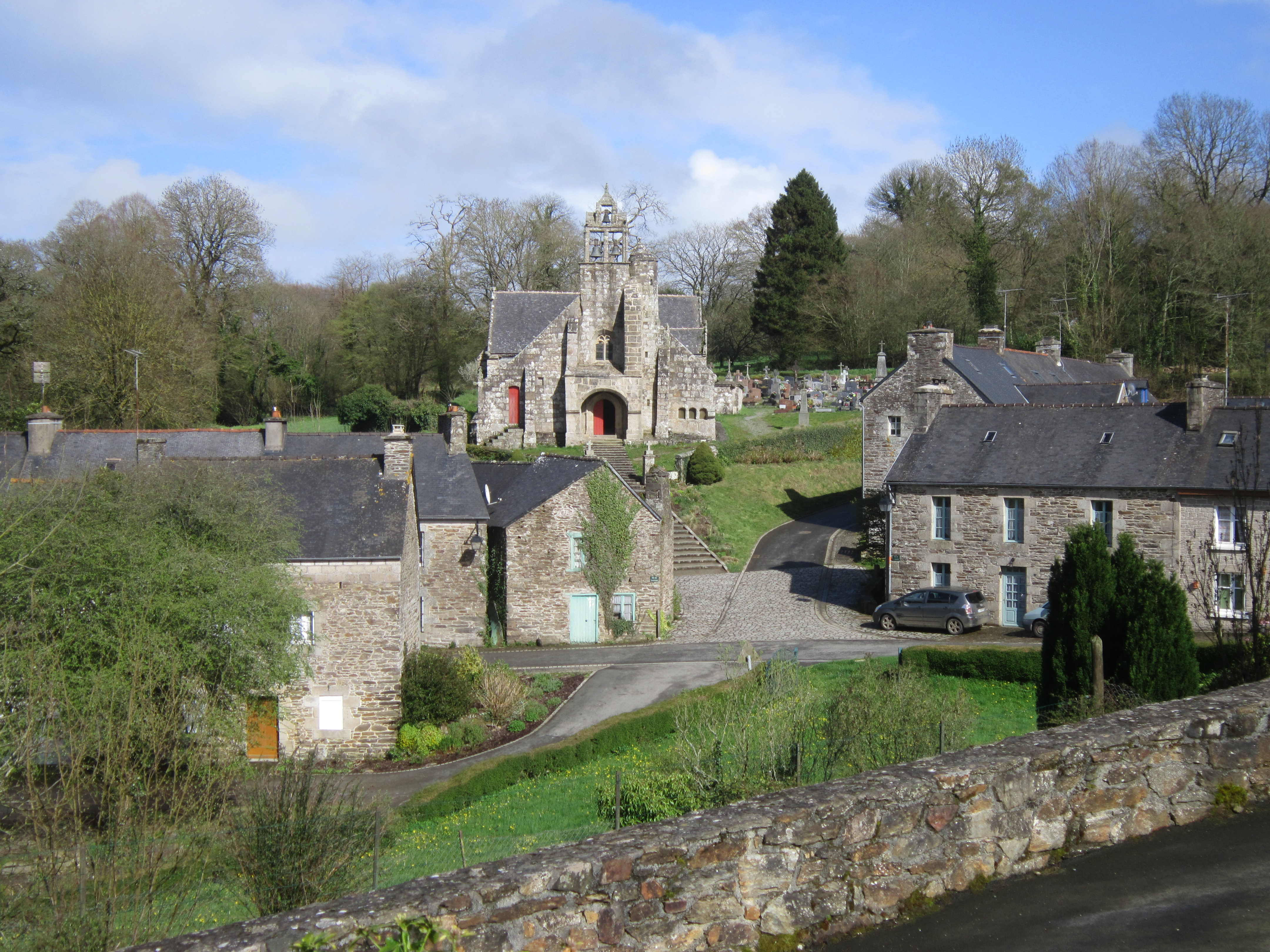
Le bourg de Loc-Envel et l'église Saint-Envel.
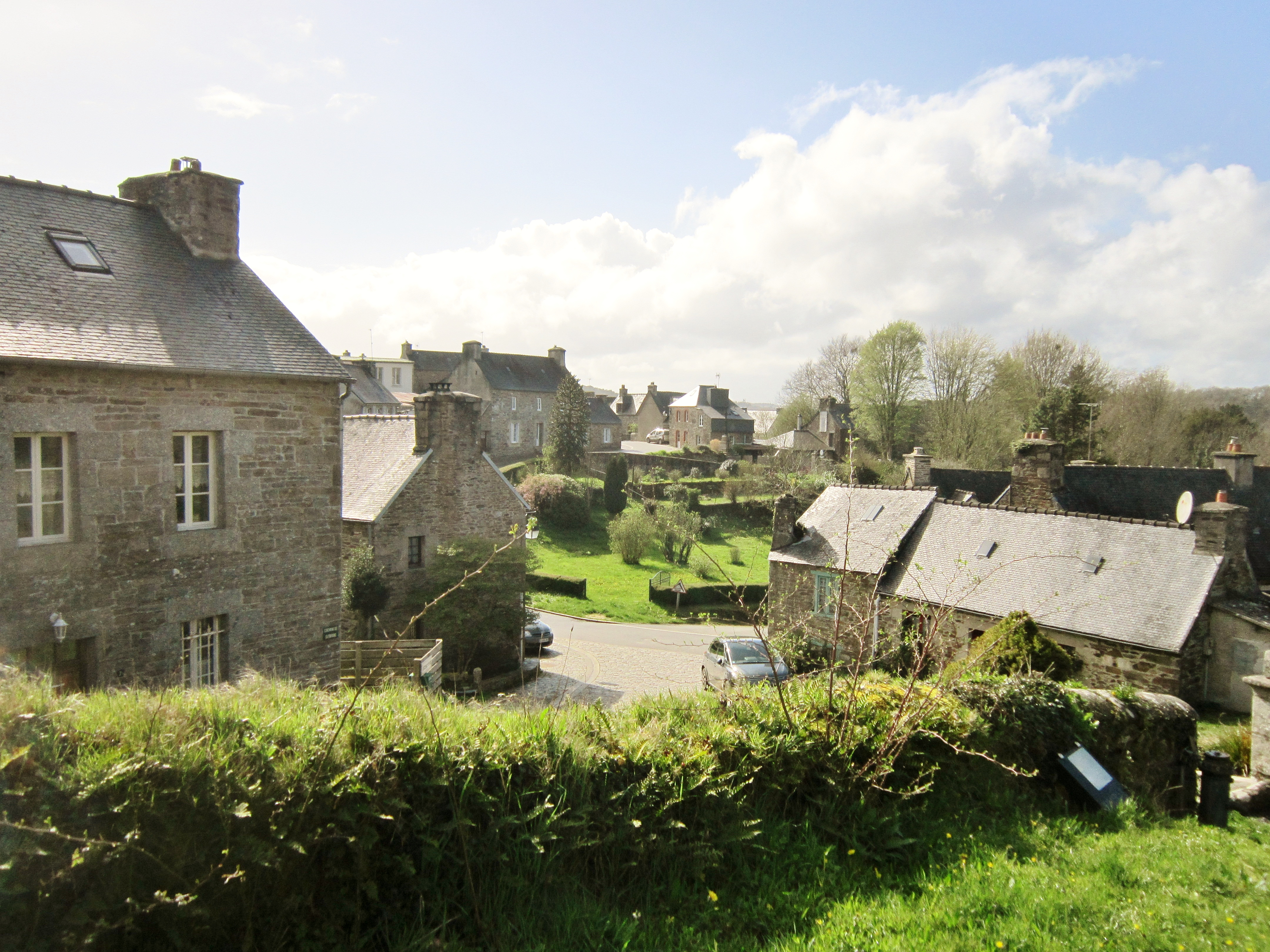
Le bourg de Loc-Envel vu depuis l'église Saint-Envel.

## Urbanisme

### Typologie
Au 1er janvier 2024, Loc-Envel est catégorisée commune rurale à habitat dispersé, selon la nouvelle grille communale de densité à 7 niveaux définie par l'Insee en 2022.
Elle est située hors unité urbaine et hors attraction des villes,.

### Occupation des sols
L'occupation des sols de la commune, telle qu'elle ressort de la base de données européenne d’occupation biophysique des sols Corine Land Cover (CLC), est marquée par l'importance des territoires agricoles (58,9 % en 2018), en augmentation par rapport à 1990 (48,5 %). La répartition détaillée en 2018 est la suivante : 
zones agricoles hétérogènes (53,8 %), forêts (26,8 %), milieux à végétation arbustive et/ou herbacée (14,3 %), prairies (4,6 %), terres arables (0,6 %). L'évolution de l’occupation des sols de la commune et de ses infrastructures peut être observée sur les différentes représentations cartographiques du territoire : la carte de Cassini (XVIIIe siècle), la carte d'état-major (1820-1866) et les cartes ou photos aériennes de l'IGN pour la période actuelle (1950 à aujourd'hui).

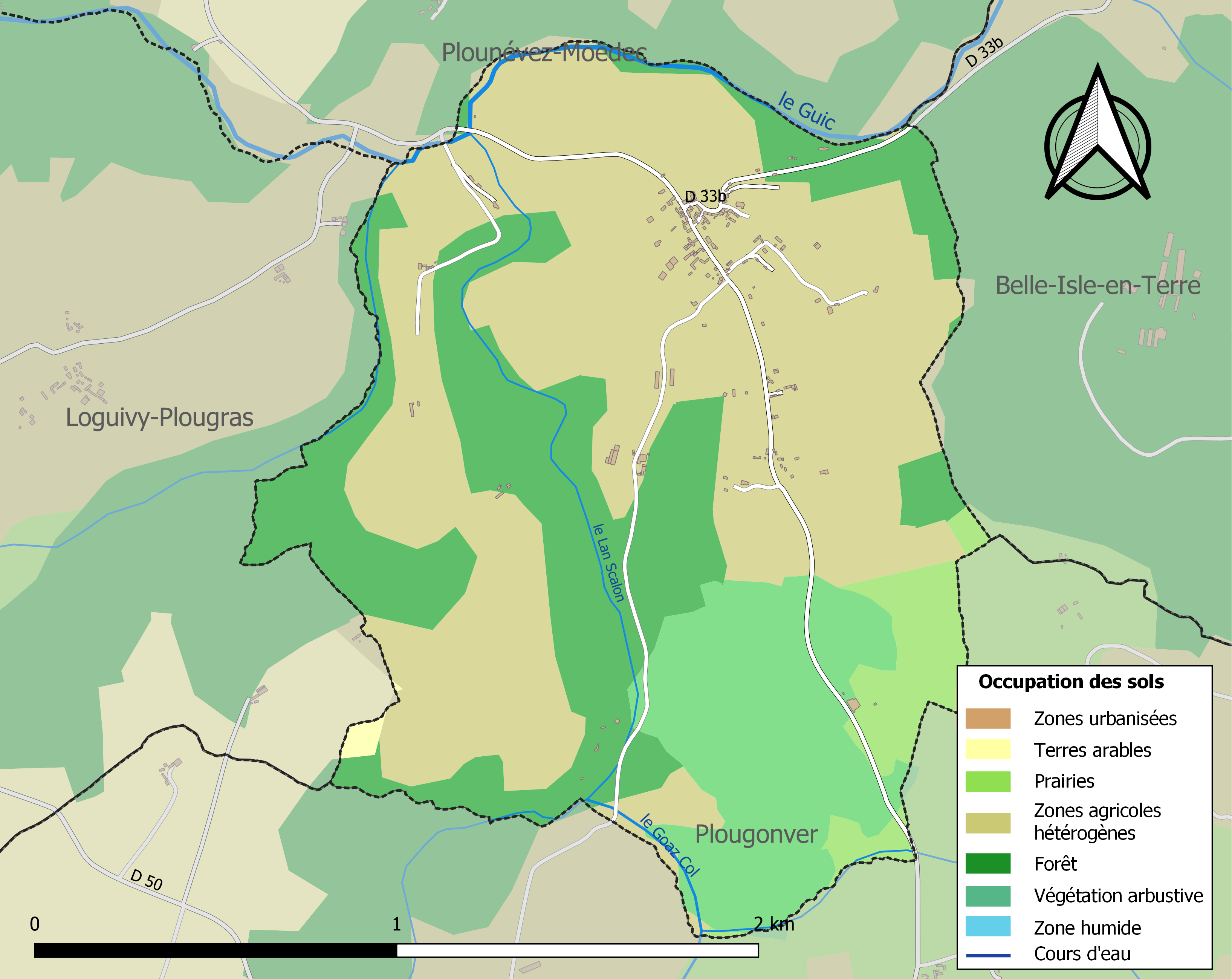
Carte des infrastructures et de l'occupation des sols de la commune en 2018 (CLC).

## Toponymie
Le nom de la localité est attesté sous les formes Louguenmael et Louguemael vers 1330, Locquenmel au début du XIVe siècle, Locquemel en 1427 et en 1543, Locquenvel en 1477 et en 1516, Locquemel en 1543, Locquevel en 1574, Loquanvel en 1630.
Loc-Envel vient de l’ancien breton lok (« lieu consacré ou sacré ») et de saint Envel (ou Guenvel ou Gwenvel ou Winmaël), venu de Grande-Bretagne au VIe siècle. Saint Envel était jadis invoqué pour se protéger des loups. Pendant des siècles les loups ont été très redoutés à Loc-Envel, situé en bordure d'une très grande forêt. Selon une légende locale, saint Envel se serait réveillé d'une sieste au moment où un loup achevait de dévorer son âne ; par la grâce de Dieu, saint Envel aurait contraint le loup à se soumettre au joug pour remplacer l'âne ; depuis ce jour, on aurait plus vu de loup à Loc-Envel.
Selon Bernard Tanguy son nom résulte d'une fausse coupe du toponyme Gwenvel.

## Histoire

### Préhistoire
Deux dolmens renversés se trouvaient encore vers la fin du XIXe siècle près de la chapelle Saint-Sébastien. Il n'en reste plus aucune trace de nos jours.

### Moyen-Âge
Loc-Envel serait une paroisse issue de celle de l'Armorique primitive de Plougonver et était le siège d'un prieuré Saint-Armel dépendant de l'abbaye de Saint-Jacut, laquelle disposait d'un droit de haute justice sur les paroissiens.
L'emplacement actuel de l'église a accueilli l'ermitage de l'abbé Envel au VIe siècle.

Le bourg de Loc-Envel (concaténation de « lok », signifiant lieu saint et Envel, du nom de l'abbé) fait partie de la paroisse de Plougonver sous l'Ancien Régime.

### Temps modernes

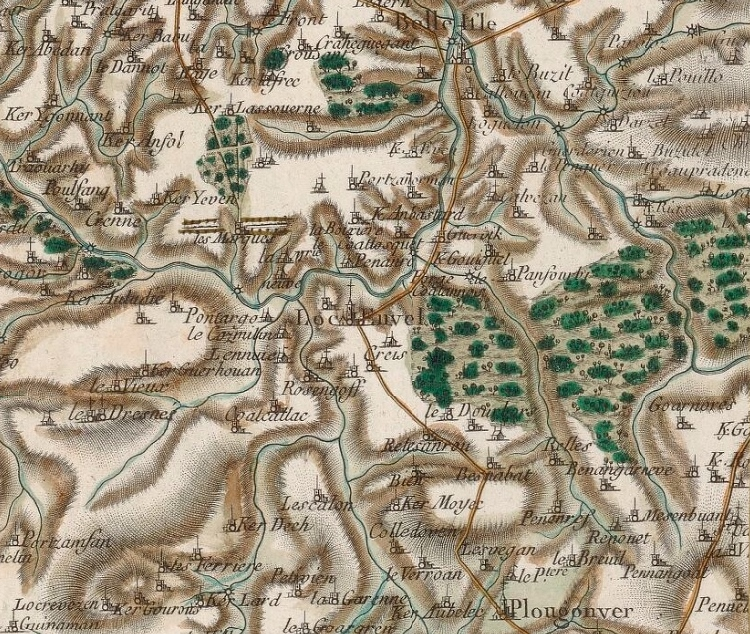
Carte de Cassini de Loc-Envel et de ses environs (1790).

Un baron de Quelen (ramage de Poher)  était seigneur de Loc-Envel en 1512.
Des mines de zinc et d'argent, dont on trouve encore la trace dans la forêt de Coat-an-Noz, sont exploitées à partir de 1740.

### Révolution française
Le cahier de doléances de Loc-Envel est approuvé lors de la réunion du général de la paroisse le 16 mars 1789 ; il reprend largement le contenu d'un cahier de doléances rédigé par 10 paroisses de Rennes. François Blanchard est élu pour représenter la paroisse à l'assemblée générale du tiers-état de la sénéchaussée.
Le mouvement contre les domaines congéables, dont la suppression est dmandée dans de nombreux cahiers de doléances, partit de « cette région forestière, encore aujourd'hui si difficile à atteindre, de Gurunhuel, Loc-Envel, Loguivy-Plougras, courbée plus que toute autre sous le joug des propriétaires nobles, dont l'absentéisme presque permanent  permettait à l'intendant de gérer les biens à peu près à leur guise » écrit L. Dubreuil en 1909.

### XIXesiècle
La commune de Loc-Envel naît en 1790 (détachée de celle de Plougonver), est supprimée et rattachée à celle de Belle-Isle-en-Terre en 1805 et est enfin rétablie en 1820.
Loc-Envel compte 250 fondeurs, charbonniers et bûcherons en 1838 vivant pour la plupart dans des cabanes le long de la forêt de Coat-an-Noz ; de nombreux sabotiers vivaient aussi dans la commune. En 1843, l'activité sidérurgique cesse, concurrencée par de nouveaux procédés, celui du coke notamment et la commune vit principalement de l’exploitation forestière jusqu'au début du XXe siècle. 

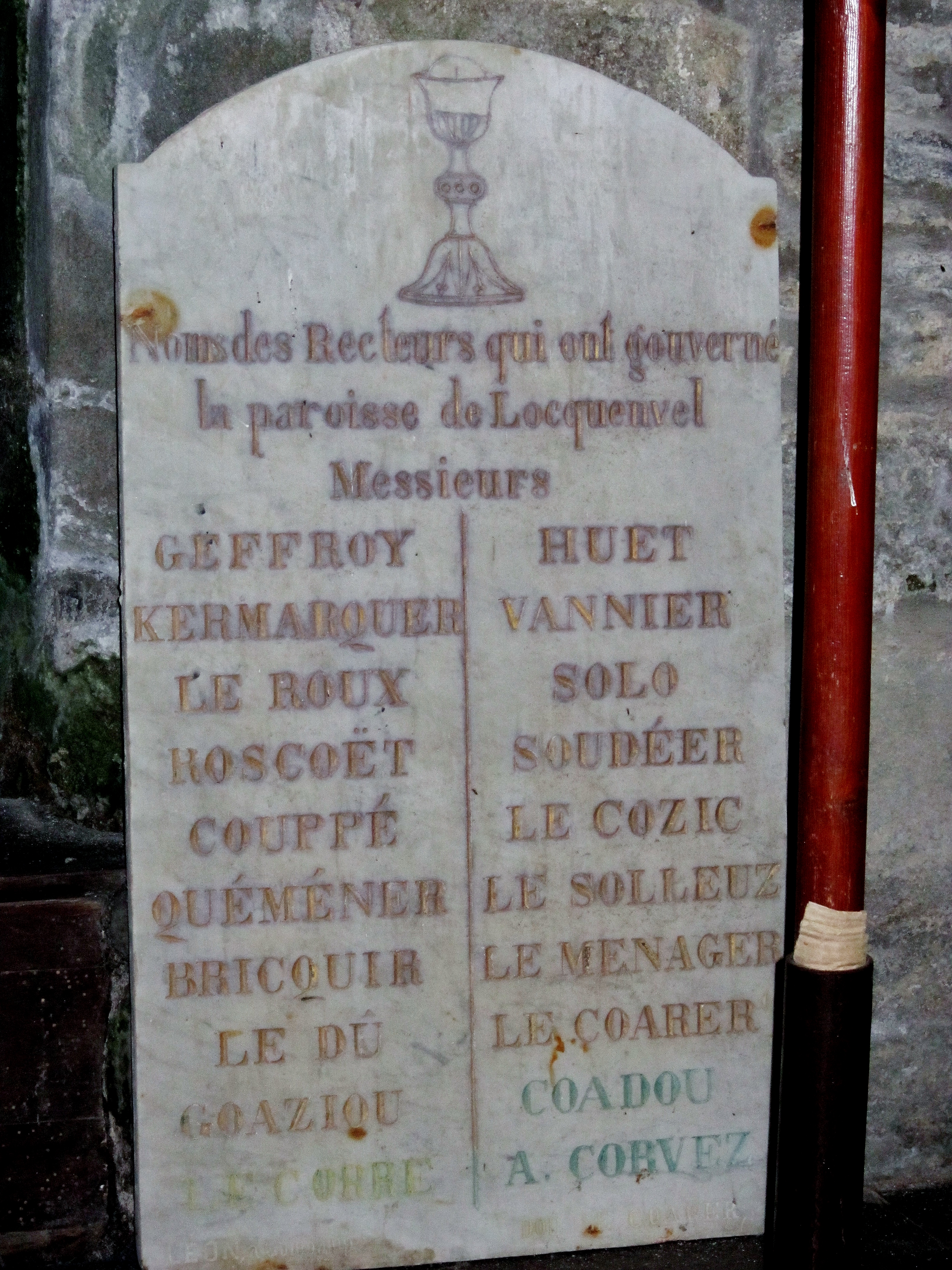
Église Saint-Envel de Loc-Envel ː plaque commémorative portant les noms des recteurs de Locquenvel.

A. Marteville et P. Varin, continuateurs de Jean-Baptiste Ogée, décrivent ainsi Loc-Envel en 1843 :

« Locquenvel, autrefois Loc-Envel ; commune formée d'une ancienne paroisse de l'évêché de Tréguier, qui nous semble omise par Ogée ; aujourd'hui succursale. (...). Principaux villages : Goerguin-Huellan, Run-Moan, Roz-Angoff, Lanvic, Coz-Milin. Superficie totale : 336 hectares 10 ares dont (...) terres labourables 112 ha, prés et pâturages 26 ha, bois 34 ha, vergers et jardins 5 ha, landes et incultes 143 ha (...). Moulins : 6 (de Locquenvel, ar-Illey, Bastion ; à eau). Géologie : roches amphiboliques ; gneiss dans le nord ; minerai de fer exploité par la forge de Coatannos [Coat-an-Noz]. On parle le breton. »

Joachim Gaultier du Mottay écrit en 1862 que Locquenvel possède une école de garçons ayant 24 élèves, que le territoire de la commune est  « accidenté avec pentes au nord et au sud, bien boisé et peu planté de pommiers ; fertile ; arrosé par les rivières le Gouic et le Scalon, et par les ruisseaux de Goascol et de Saint-Sébastien ; couvert en partie par la forêt de Coat-an-Noz » ; Locquenvel a possédé une chapelle Saint-Sébastien, qui était alors ruinée, qui dépendait du manoir de Lanvic, désormais converti en ferme.

### LeXXesiècle

#### La Belle Époque

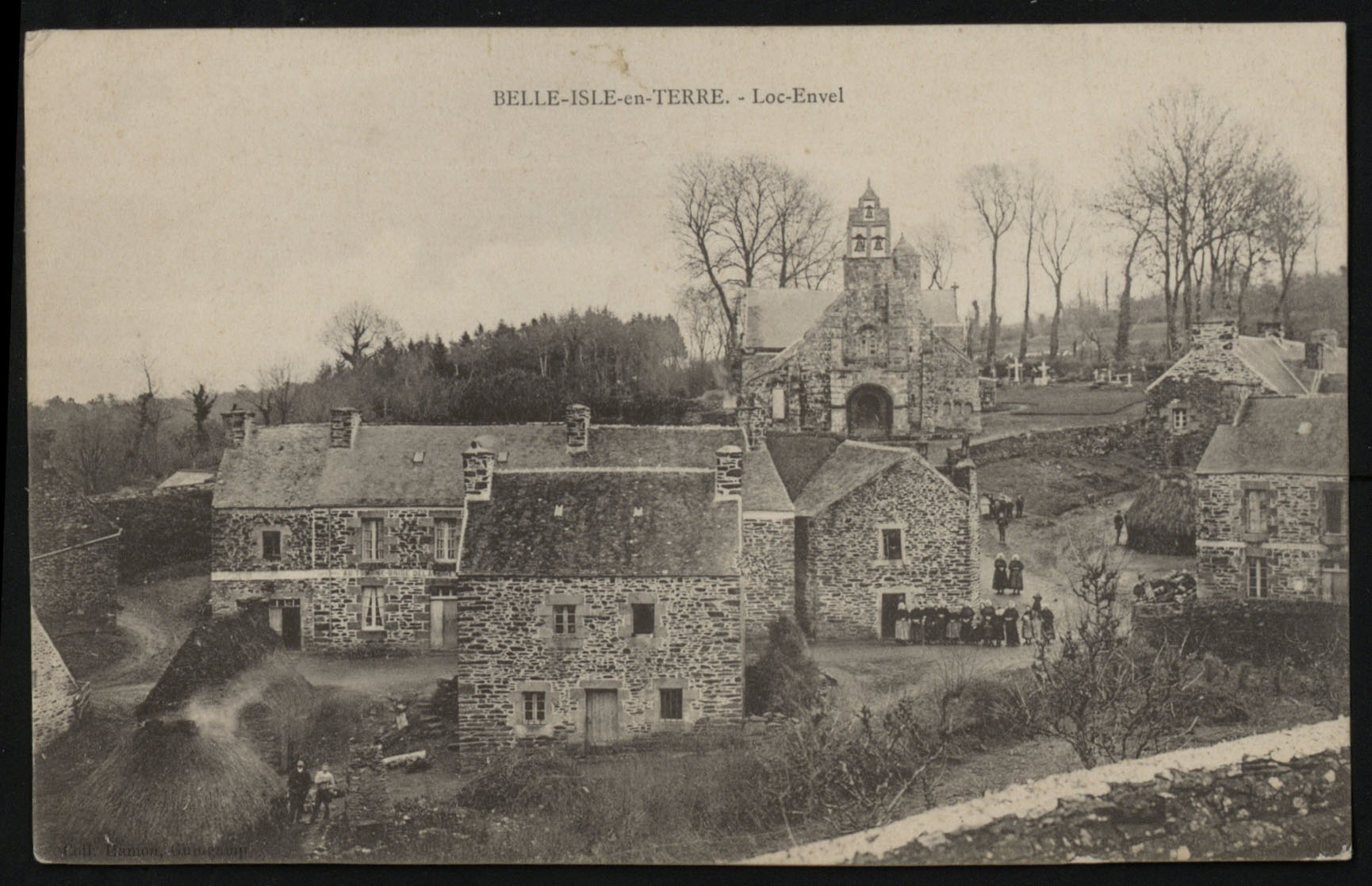
Bourg de Loc-Envel (début XXe siècle).

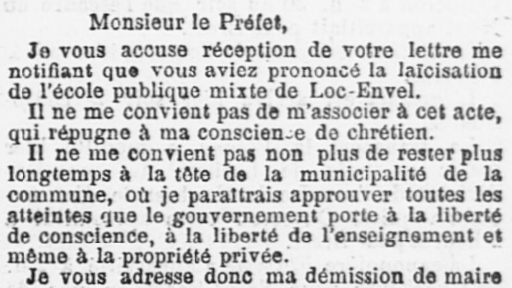
Extrait de la lettre de démission envoyée par Ferdinand de Faucigny-Lucinge au préfet des Côtes-du-Nord en septembre 1902 (journal L'Ouest-Éclair du 9 septembre 1902).

Le 4 novembre 1901, le conseil municipal de Locquenvel demande la substitution du nom « Loc-Envel » à celui de « Locquenvel » (forme orthographique en usage depuis 1820), car c'est l'orthographe étymologique. Le 8 avril 1902, le Conseil général des Côtes-du-Nord émet un avis favorable à cette demande et une décision ministérielle autorise le changement de nom en août 1902.
Léonce Levraud, député de la Seine, affirme le 19 juin 1902 dans une intervention à la Chambre des députés qu'à Locquenvel « le territoire appartient à peu près en entier aux princes de Lusinge-Faucigny » et que lors des élections législatives de 1902 « l'électeur arrivait, prenant des mains des gardes particuliers (...), en permanence sur le terre-plein, un bulletin au nom de M. du Roscoat, puis montait un petit perron et le remettait au prince [le maire Ferdinand Faucigny-Lucinge], qui n'a pas quitté l'urne un instant, de sorte qu'en faisant ces quatre ou cinq mètres, il était impossible à l'électeur de changer son bulletin ». 
En 1902, « Mme la princesse Ferdinand de Lucinge-Lusigny, dont le mari a donné sa démission pour protester contre la laïcisation de l'école des filles (décidée le 12 septembre 1902) qu'il refuse de notifier aux Sœurs, va ouvrir une école libre  où elle remplira les fonctions d'institutrice » écrit le journal La Croix ; ceci « pour assurer aux enfants une instruction chrétienne » précise le journal Le Figaro.

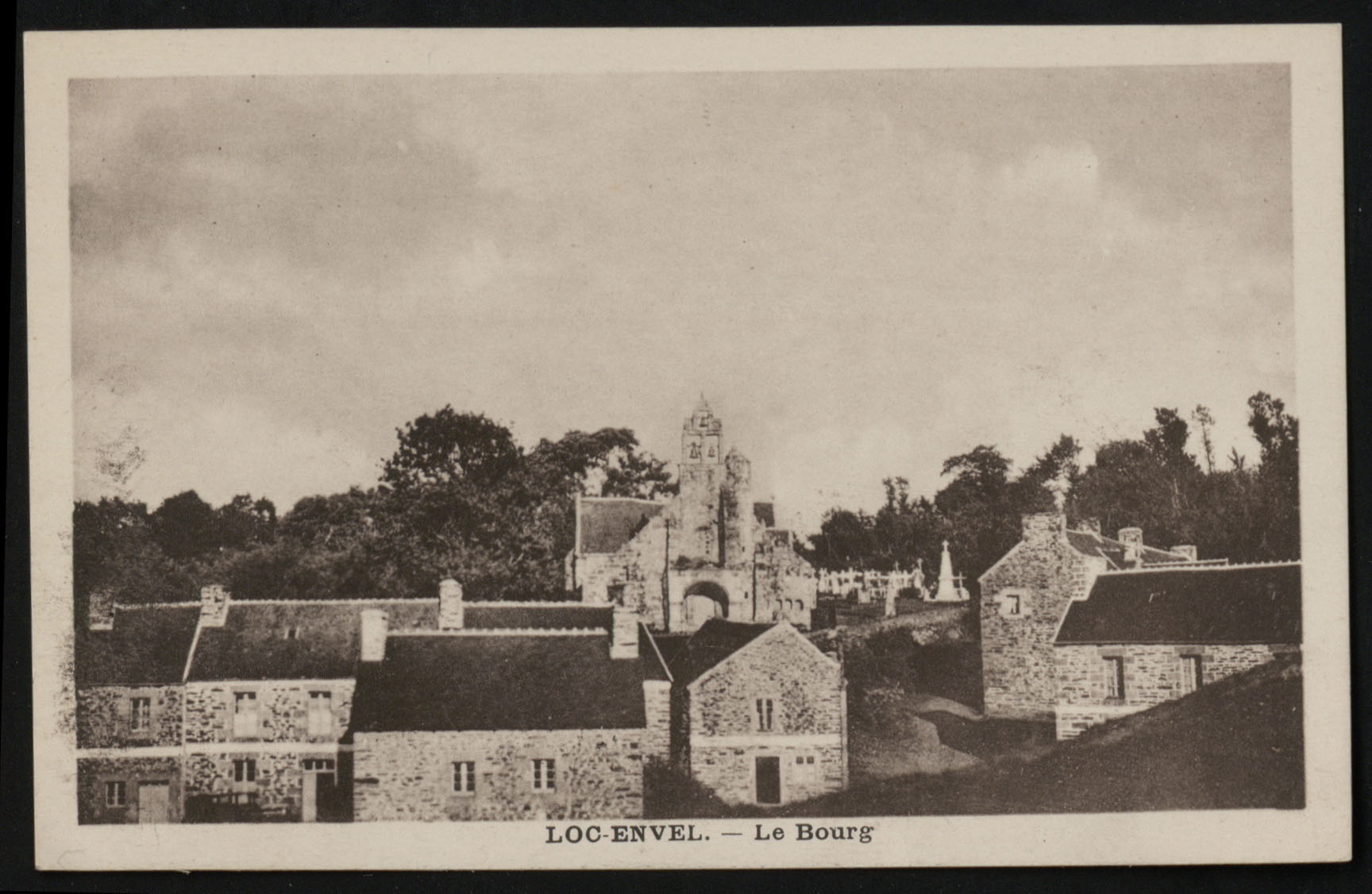
Le bourg de Loc-Envel au début du XXe siècle (carte postale Émile Hamonic).
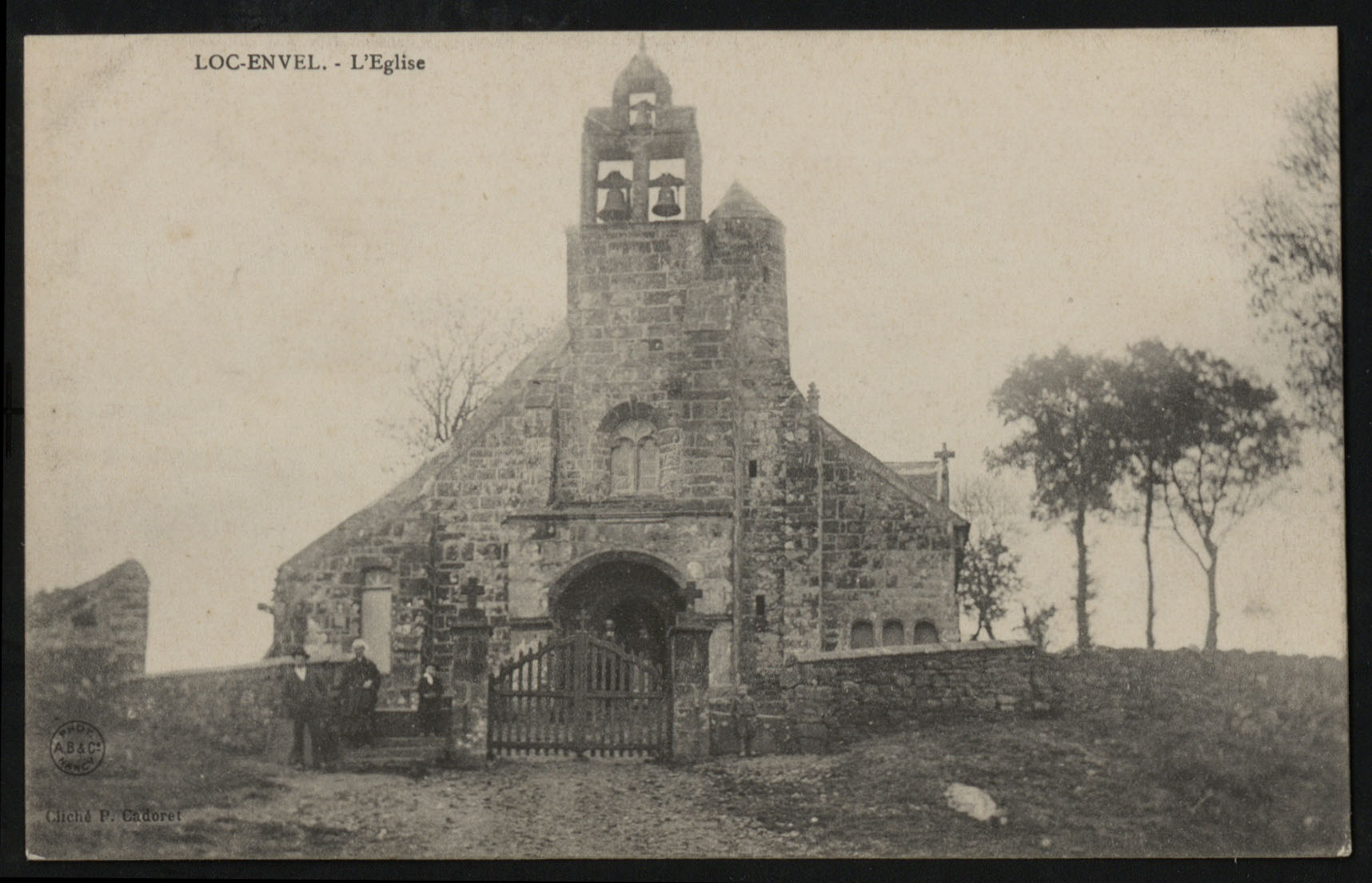
L'église paroissiale de Loc-Envel au début du XXe siècle.
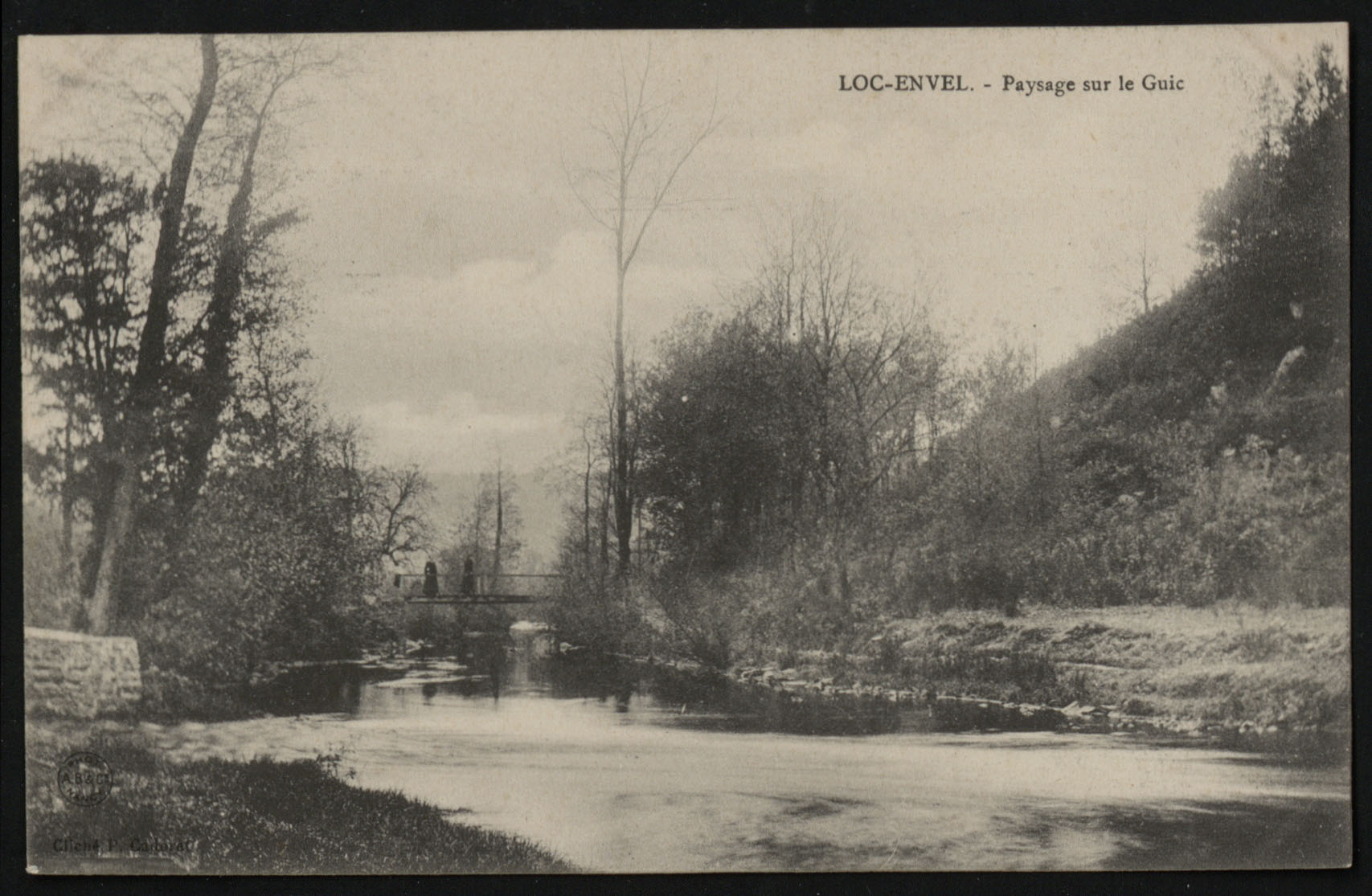
Loc-Envel : paysage sur le Guic.

Le 12 mars 1906, l'inventaire des biens d'église ne put avoir lieu à Loc-Envel, l'église étant fermée.

#### La Première Guerre mondiale

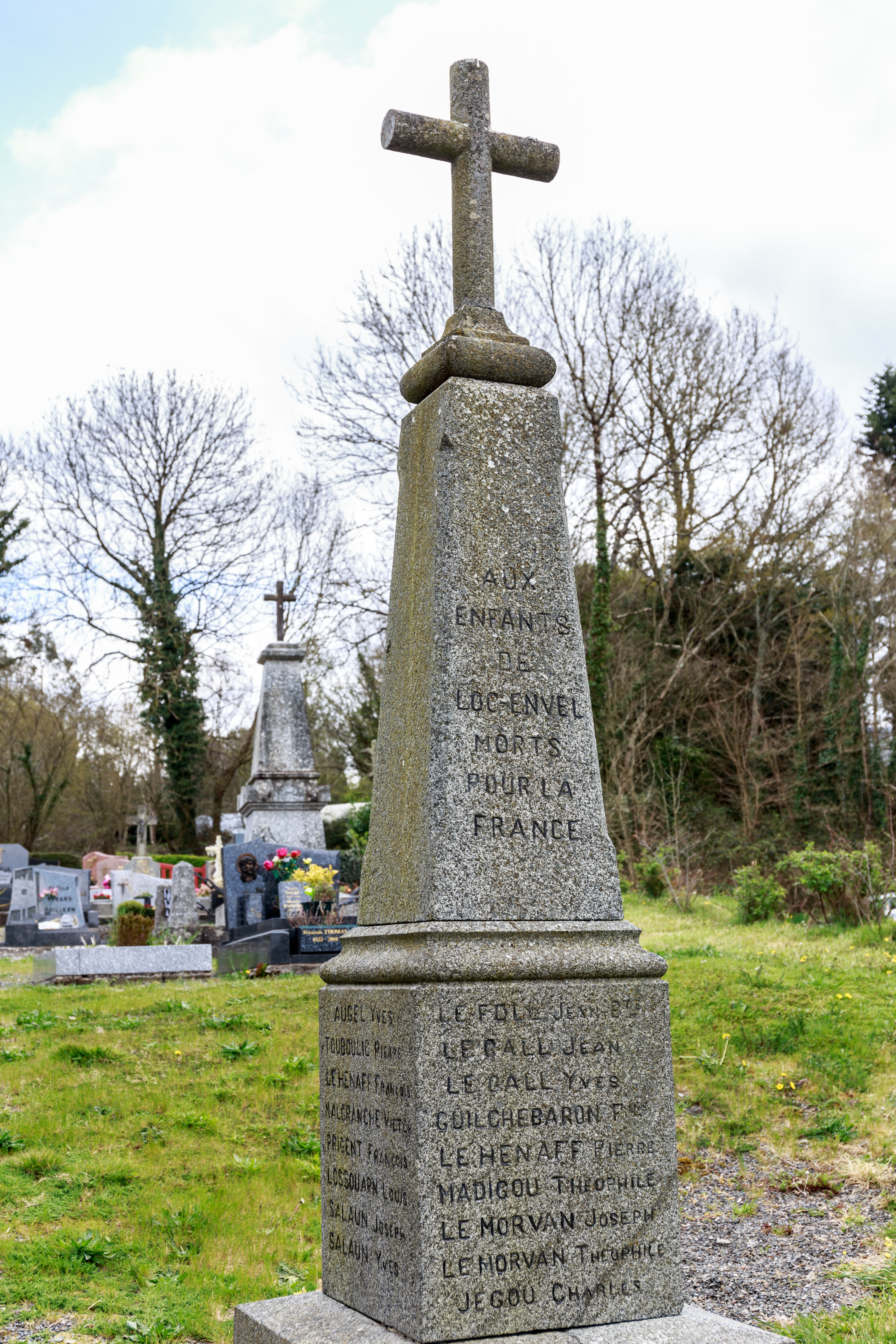
Le monument aux morts de Loc-Envel.

Le monument aux morts de Loc-Envel porte les noms de 19 soldats morts pour la Patrie pendant la Première Guerre mondiale ; parmi eux un (François Guichebaron) est mort en mer en 1915, victime du naufrage du cuirassé Bouvet  ; un autre (Yves Augel) est mort en Belgique en 1917 ; la, plupart des autres sont morts sur le sol français.

#### L'Entre-deux-guerres
François-Marie Cadec, émigré aux États-Unis, légua par testament en date du 20 juillet 1916 13 000 francs pour ériger une slèle pyramidale dans le cimetière, surmontée d'une statue de l'ange Gabriel, à la mémoire des morts pour la France. Sa volonté fut respectée. 

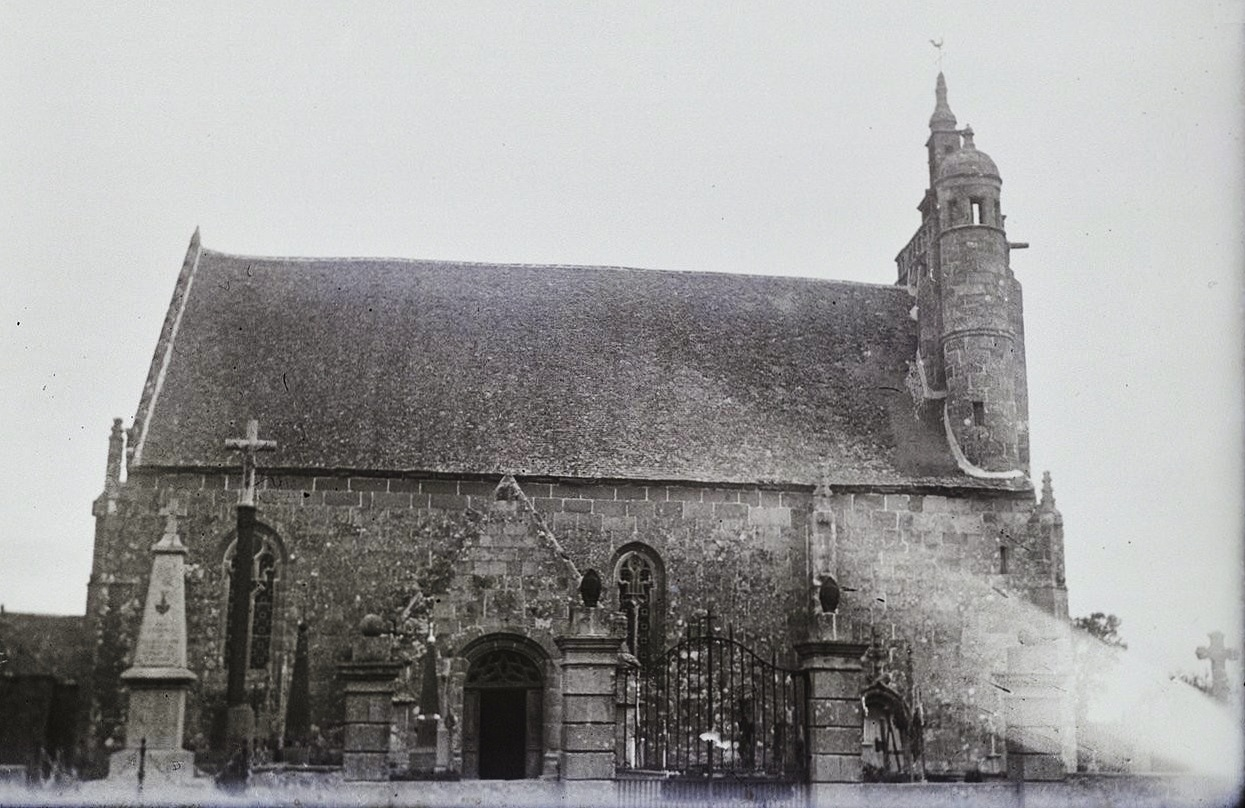
Loc-Envel ː l'église paroissiale Saint-Envel en 1926.

#### La Seconde Guerre mondiale
Le monument aux morts de Loc-Envel porte les noms de 9 personnes mortes pour la France durant la Seconde Guerre mondiale ; toutes étaient des résistants FFI : Lucien Augel et ses fils Lucien Augel et Robert Augel ont été fusillés le 13 novembre 1944 à Außenlager Husum-Schwesing (Allemagne) ; Yves Toudic, lui aussi résistant FFI, également, ainsi qu'Yves Derriennic ; Marcel Le Guillermic, Paul Nogré et Maurice Peigné, tous les trois  aussi résistants, ont été fusillés le 23 juin 1944 à Saint-Jacques-de-la-Lande (Ille-et-Vilaine) ; Théophile Omnès est mort en déportation en Allemagne.

## Démographie
L'évolution du nombre d'habitants est connue à travers les recensements de la population effectués dans la commune depuis 1793. Pour les communes de moins de 10 000 habitants, une enquête de recensement portant sur toute la population est réalisée tous les cinq ans, les populations de référence des années intermédiaires étant quant à elles estimées par interpolation ou extrapolation. Pour la commune, le premier recensement exhaustif entrant dans le cadre du nouveau dispositif a été réalisé en 2006.

En 2022, la commune comptait 74 habitants, en évolution de +5,71 % par rapport à 2016 (Côtes-d'Armor : +1,78 %, France hors Mayotte : +2,11 %).
| 1793 | 1800 | 1806 | 1821 | 1831 | 1836 | 1841 | 1846 | 1851 |
| ---- | ---- | ---- | ---- | ---- | ---- | ---- | ---- | ---- |
| 280  | 271  | 331  | 312  | 412  | 411  | 412  | 471  | 418  |

| 1856 | 1861 | 1866 | 1872 | 1876 | 1881 | 1886 | 1891 | 1896 |
| ---- | ---- | ---- | ---- | ---- | ---- | ---- | ---- | ---- |
| 360  | 393  | 413  | 447  | 435  | 392  | 428  | 372  | 380  |

| 1901 | 1906 | 1911 | 1921 | 1926 | 1931 | 1936 | 1946 | 1954 |
| ---- | ---- | ---- | ---- | ---- | ---- | ---- | ---- | ---- |
| 381  | 417  | 352  | 317  | 309  | 272  | 248  | 215  | 156  |

| 1962 | 1968 | 1975 | 1982 | 1990 | 1999 | 2006 | 2011 | 2016 |
| ---- | ---- | ---- | ---- | ---- | ---- | ---- | ---- | ---- |
| 146  | 126  | 104  | 105  | 81   | 73   | 80   | 68   | 70   |

| 2021 | 2022 | - | - | - | - | - | - | - |
| ---- | ---- | - | - | - | - | - | - | - |
| 72   | 74   | - | - | - | - | - | - | - |

Loc-Envel est la commune de Bretagne qui a perdu le plus d'habitants en valeur relative (- 83 %) entre 1851 et 1999 ; entre ces deux dates, la commune a perdu 345 habitants entre ces deux dates, passant de 418 à 73 habitants C'est aussi en 2020, selon l'INSEE, une des communes ayant le plus fort pourcentage de logements vacants.
La commune de Loc-Envel est en 2021 la moins peuplée du département des Côtes-d'Armor ainsi que de la région Bretagne.

## Lieux et monuments
- L'église Saint-Envel (XVIe et XVIIIe siècles) est de style gothique flamboyant. Elle s'élève sur un tertre dominant la localité. À droite du clocher-porche, on peut voir les trois petites ouvertures en arc de cercle parmi lesquelles les lépreux pouvaient assister aux offices. À l'intérieur, se distinguent le jubé flamboyant et la riche ornementation de la voûte lambrissée.

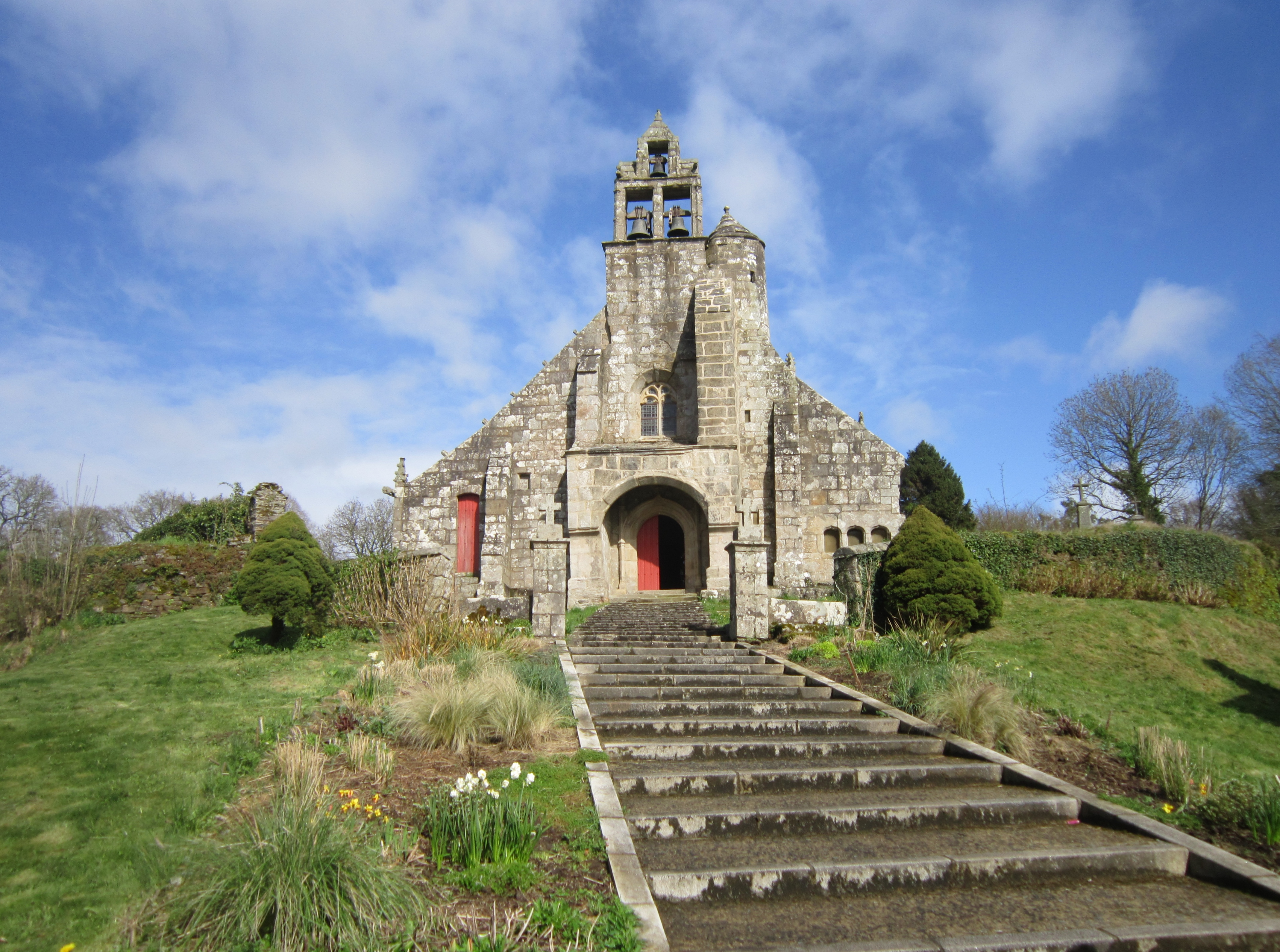
Église Saint-Envel de Loc-Envel ː vue extérieure d'ensemble (façade ouest).
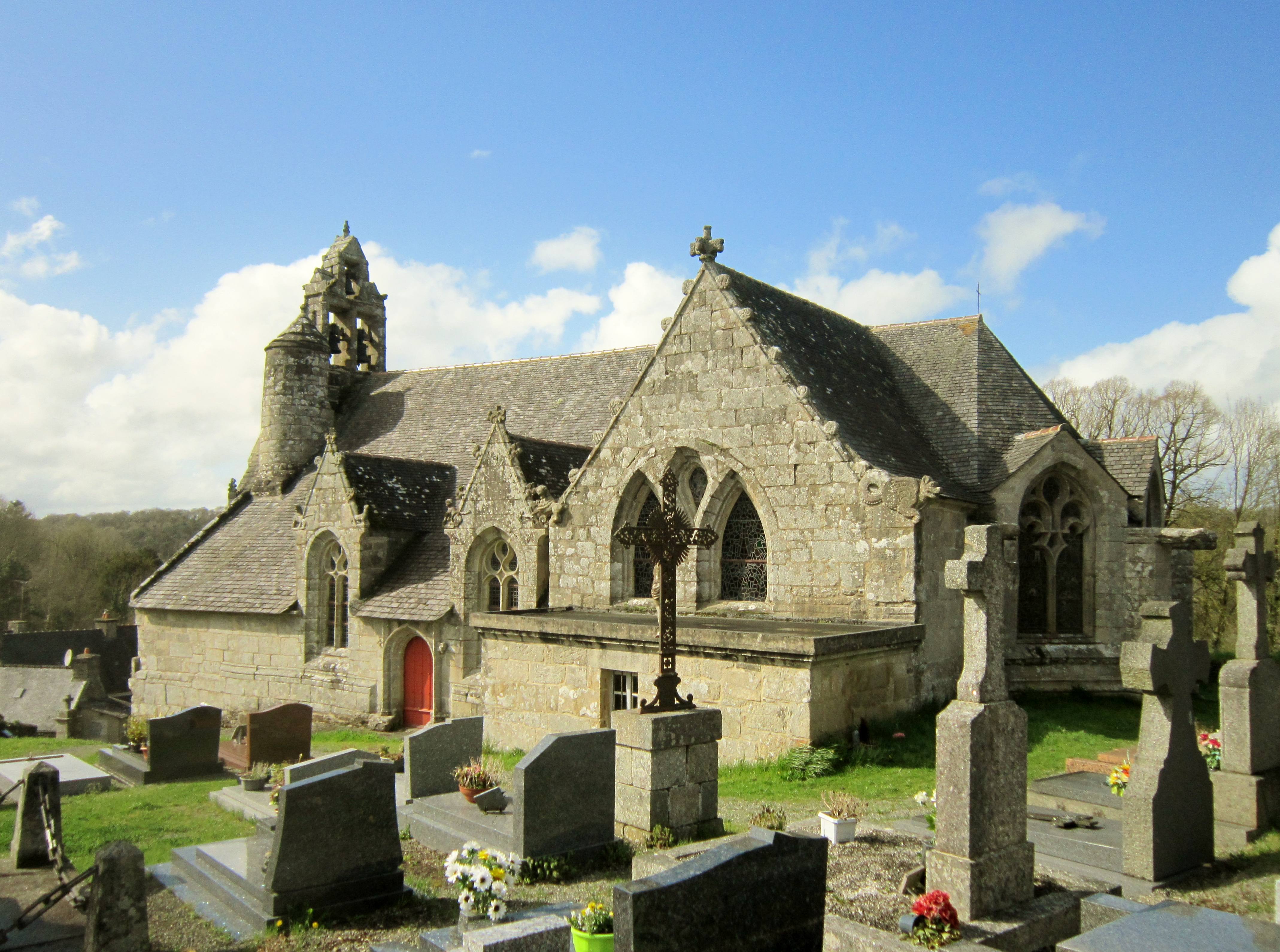
Église Saint-Envel de Loc-Envel ː vue extérieure d'ensemble (depuis le sud-est).
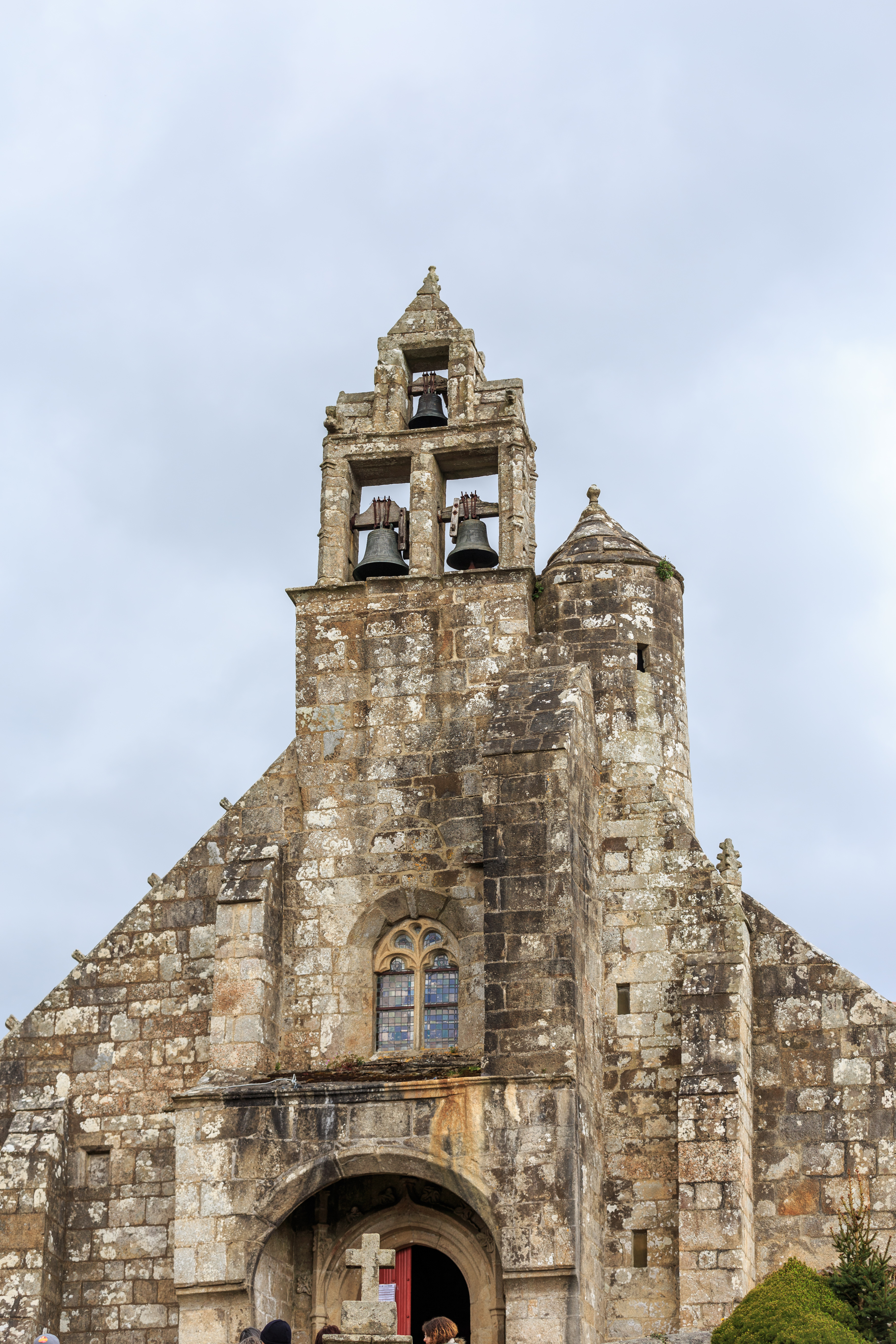
Façade et clocher de l'église.
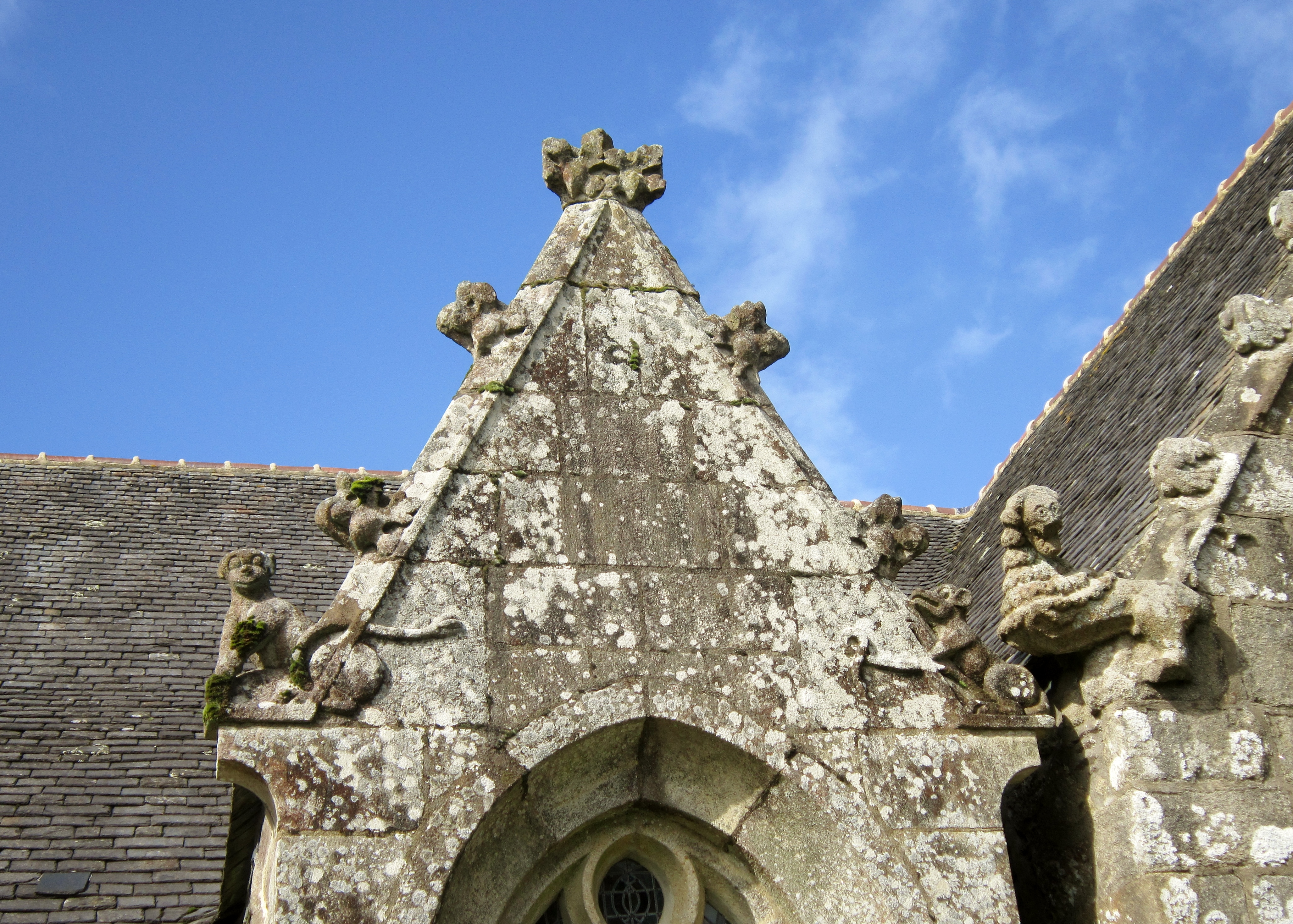
Église Saint-Envel de Loc-Envel ː détail de la façade sud-est.
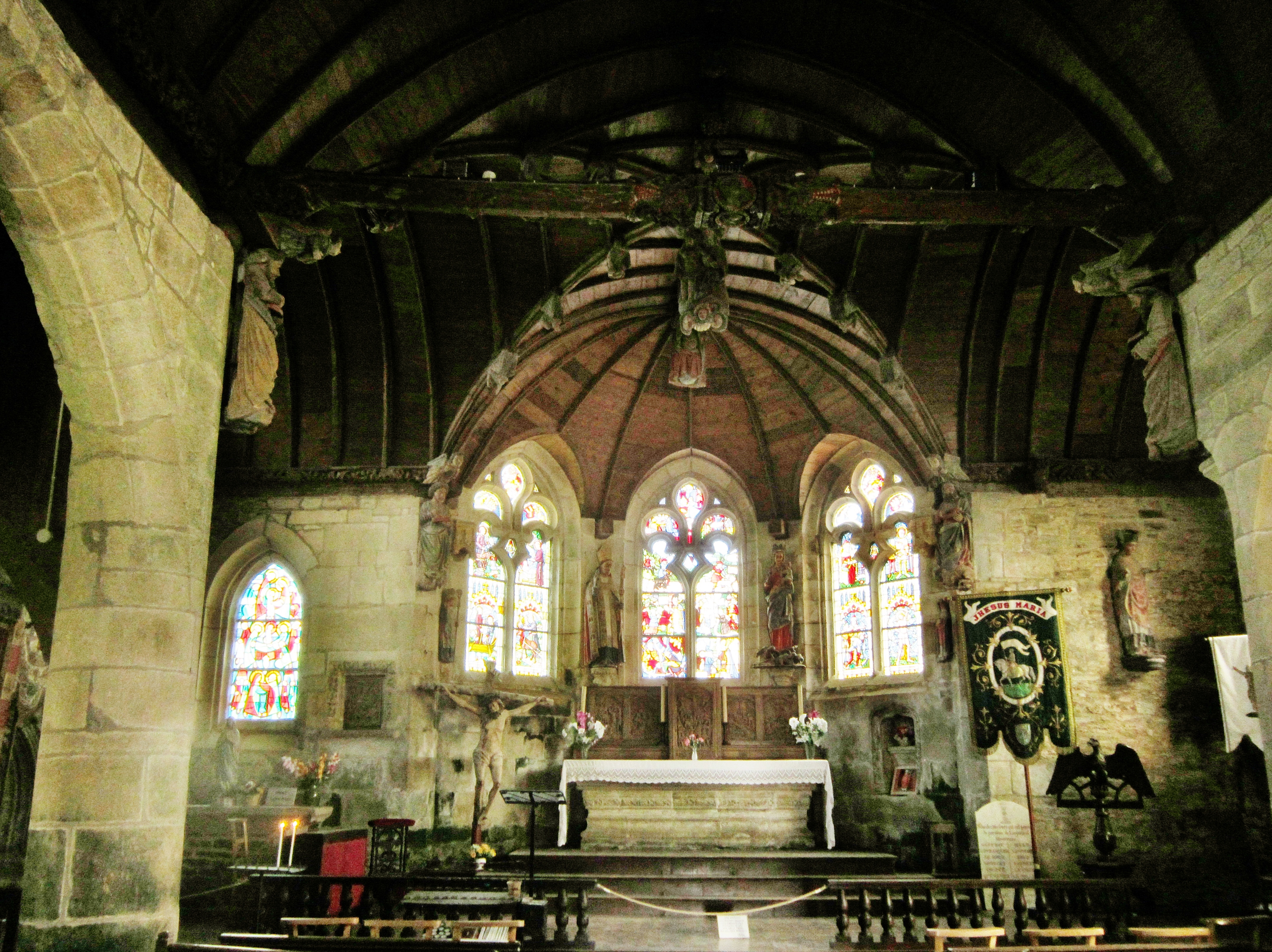
Église Saint-Envel de Loc-Envel ː le chœur et le maître-autel.
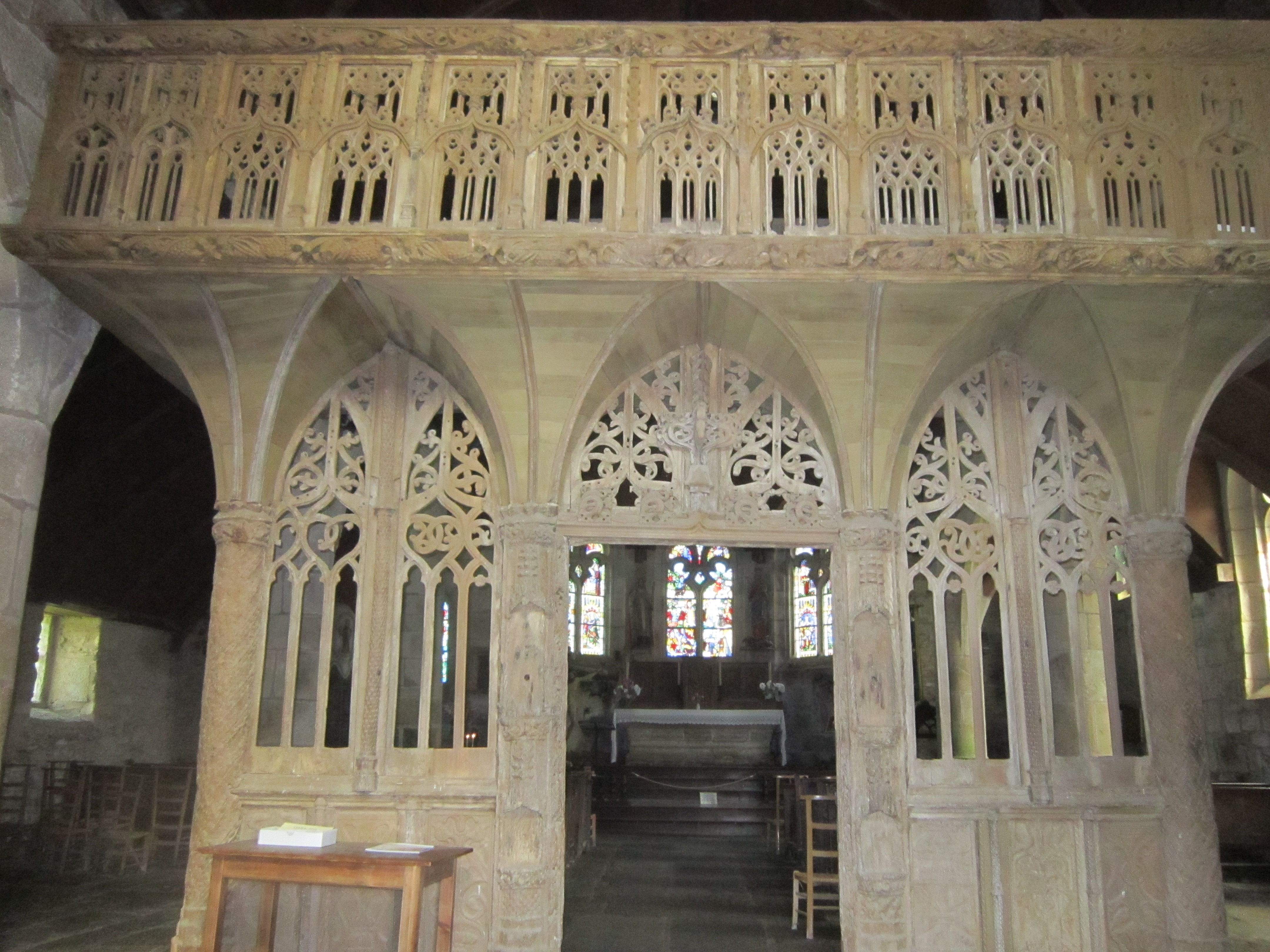
Église Saint-Envel de Loc-Envel ː le jubé (vue d'ensemble).
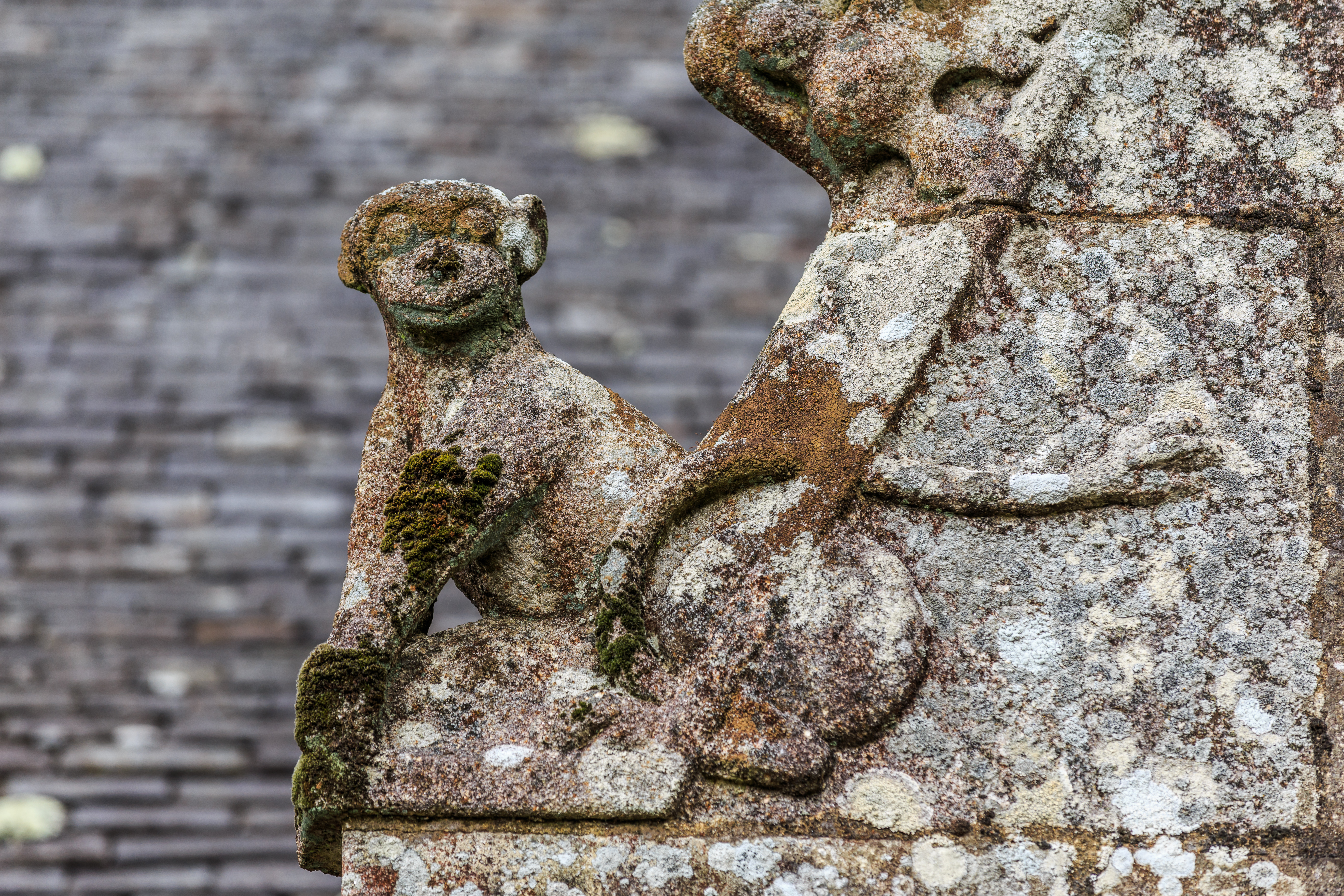
Sculpture animale.
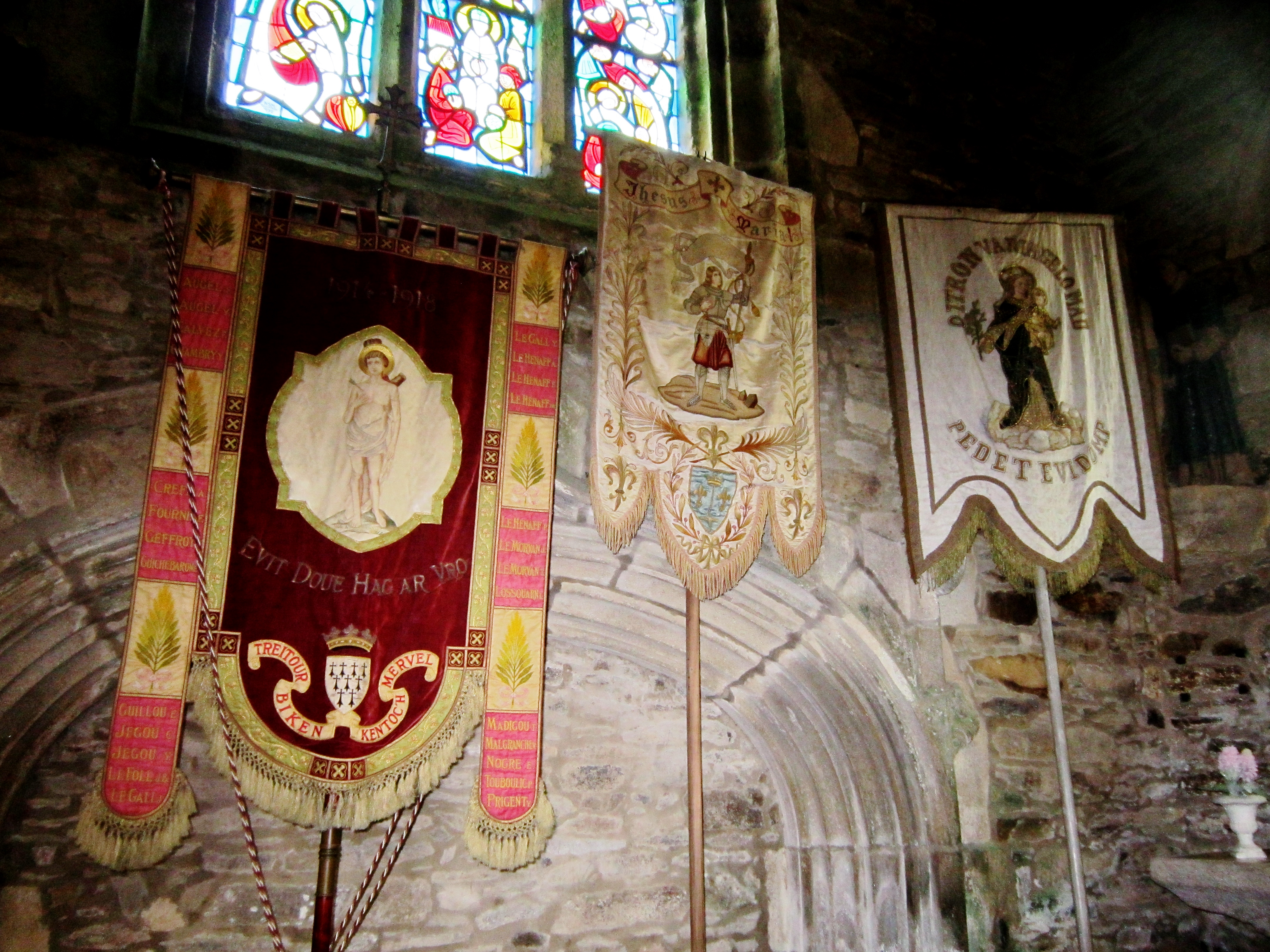
Église Saint-Envel de Loc-Envel ː bannières de procession.

- Manoir de Lanvic : il date du XVIe siècle et était la propriété de la famille de  Boëssière ; il possédait une chapelle dédiée à saint Sébastien, laquelle a disparu.

## Personnalités liées à la commune
- Ferdinand de Faucigny-Lucinge.
- Émile Dudoret[Note 25], artiste sourd-muet, dessinateur, lithographe et aquarelliste[59].
- Mathieu Sommet fait référence au village dans le troisième épisode pilote de OVNI[60].

## Héraldique
| Blason à dessiner | Blason  | Parti: au 1er d'argent au loup assis de sable en chef, au 2e de sinople à la paire de sabots d'or en pointe, rangés en bande et celui de senestre branchant sur l'autre; au bâton de prieur d'or brochant en barre sur le tout. |
| Blason à dessiner | Détails | Le statut officiel du blason reste à déterminer. |

## Soniou(chanson traditionnelle en breton)
- Soniou Coat an Noz ha Coat an De ("Coat-an-Noz et Coat-an-De") recueilli par François-Marie Luzel en 1890.

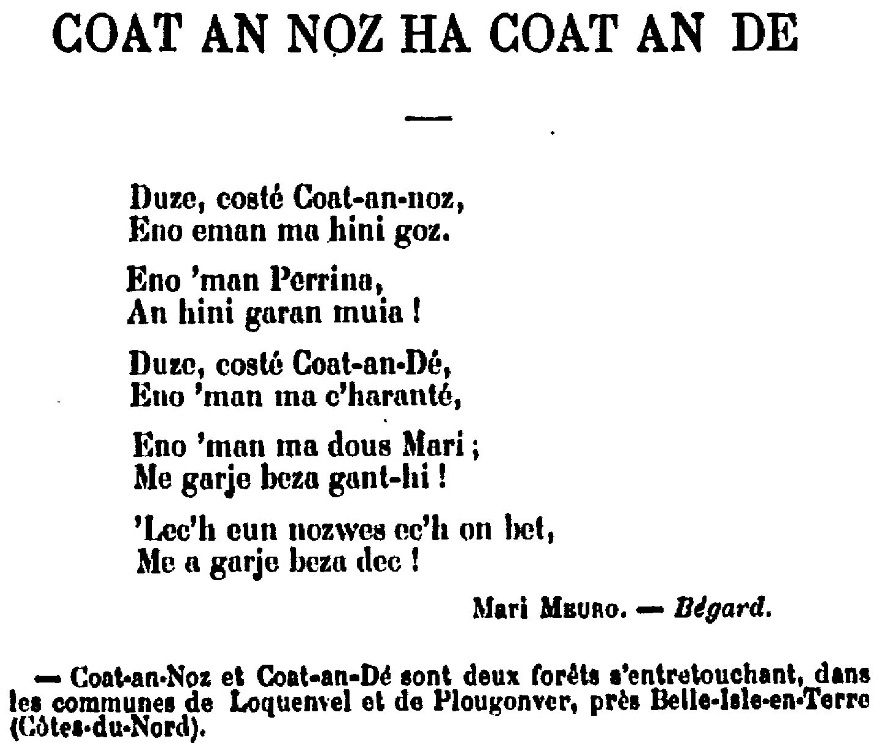
Soniou (chanson traditionnelle en breton) Coat an Noz ha Coat an De recueillie par François-Marie Luzel.